# 阿斯伽迪亚太空王国
阿斯伽迪亚太空王国（英語：或），简称阿斯伽迪亚，于2016年10月筹建，自称是人类建立的第一个“太空國家”，目的是保护地球免于受到外太空的毁灭性威胁。其名字源于北欧神话中的天空之城——阿斯加德（Ásgarðr）。
筹建阿斯卡迪亚的团队由加拿大、俄罗斯和美国等世界各地的航天专家组成，欲通过互联网向全球招收10万公民。
团队的领导人宣称，阿斯卡迪亚是一个独立完整的国家，且将会成为联合国的会员国之一。而目前該國家共有100萬名公民。

## 历史
2018年6月24日，第一屆議會會議在維也納举行，確立國家政府組成的基本框架。
2018年6月25日，Igor Ashurbeyli在奧地利維也納的霍夫堡皇宮宣誓就職為阿斯伽迪亚的首任國家元首，並發佈就職演說。他的头像被印在阿斯伽迪亚的官方纪念币上。

## 宪法
下面是从近9000字的宪法中节选出来的条款：
- 最高价值观包括：“太空和平与和平定居宇宙”。
- “阿斯伽迪亚全体公民无论来自地球上的哪个国家、居住在哪里、是哪个国家的公民，无论种族、民族、性别、宗教、语言、财务状况或其他任何属性，一律平等。”
- “阿斯伽迪亚当是一个科技领先，思想繁荣的国家。”
- “禁止对表达观点的行为进行迫害和定罪，条件是此类观点不宣传不道德行为，不寻求颠覆或削弱最高价值观，不威胁国家安全，不煽动暴力和冲突，不损害个人荣誉和尊严，不泄露受限制信息……”

- “为确保信息安全，政府有权监管特定类型信息的传播。”
- 阿斯伽迪亚的“法律文书”不仅包括“公投决议”和“议会法案”，还包括“国家元首颁布的法令”。
- 国家元首任期5年，担任此职务者可连任，直至82岁。继任者由国家元首、太空理事会和议会提名。
- 国家元首有宪法权力“根据家族或其他标准”提名继任者。议会和最高太空理事会也可提名候选人，但作为“特殊管理机构”，
- 国家元首有权“任命和罢免”最高法院法官和总检察长。
- 国家元首还“有权否决其他高层职位候选人”，包括阿斯伽迪亚国家银行和法院的法官，并有权“解散议会”。[9]

## 外部連接
- 《阿斯伽迪亚太空王国宪法》 （页面存档备份，存于）（中文）
- Asgardia （页面存档备份，存于）, Project's website.
- Asgardia official forum （页面存档备份，存于）.
- Status of International Agreements relating to Activities in Outer Space （页面存档备份，存于） (list of state parties to the treaty), UN Office for Outer Space Affairs.
- 中国公民在世界首个太空国Asgardia人数领先 （页面存档备份，存于）